# Arondismentul Marseille
Arondismentul Marseille (în franceză Arrondissement de Marseille) este un arondisment din departamentul Bouches-du-Rhône, regiunea Provence-Alpes-Côte d'Azur, Franța.

## Subdiviziuni

### Cantoane
- Cantonul Allauch
- Cantonul Aubagne-Est
- Cantonul Aubagne-Ouest
- Cantonul La Ciotat
- Cantonul Marseille-La Bailleul-de-Mai
- Cantonul Marseille-Belsunce
- Cantonul Marseille-La Blancarde
- Cantonul Marseille-Le Camas
- Cantonul Marseille-La Capelette
- Cantonul Marseille-Les Cinq-Avenues
- Cantonul Marseille-Les Grands-Carmes
- Cantonul Marseille-Mazargues
- Cantonul Marseille-Montolivet
- Cantonul Marseille-Notre-Dame-du-Mont
- Cantonul Marseille-Notre-Dame-Limite
- Cantonul Marseille-Les Olives
- Cantonul Marseille-La Pointe-Rouge
- Cantonul Marseille-La Pomme
- Cantonul Marseille-La Rose
- Cantonul Marseille-Saint-Barthélemy
- Cantonul Marseille-Sainte-Marguerite
- Cantonul Marseille-Saint-Giniez
- Cantonul Marseille-Saint-Just
- Cantonul Marseille-Saint-Lambert
- Cantonul Marseille-Saint-Marcel
- Cantonul Marseille-Saint-Mauront
- Cantonul Marseille-Les Trois Lucs
- Cantonul Marseille-Vauban
- Cantonul Marseille-Verduron
- Cantonul Roquevaire

### Comune
| 1. Allauch (13002)          | 2. Aubagne (13005)         | 3. Auriol (13007)                | 4. Belcodène (13013)              |
| 5. La Bouilladisse (13016)  | 6. Cadolive (13020)        | 7. Carnoux-en-Provence (13119)   | 8. Cassis (13022)                 |
| 9. Ceyreste (13023)         | 10. La Ciotat (13028)      | 11. Cuges-les-Pins (13030)       | 12. La Destrousse (13031)         |
| 13. Gréasque (13046)        | 14. Gémenos (13042)        | 15. Marsella (13055)             | 16. La Penne-sur-Huveaune (13070) |
| 17. Peypin (13073)          | 18. Plan-de-Cuques (13075) | 19. Roquefort-la-Bédoule (13085) | 20. Roquevaire (13086)            |
| 21. Saint-Savournin (13101) |                            |                                  |                                   |